# Ursula Tyrwhitt
Pour les articles homonymes, voir Tyrwhitt.
Ursula Tyrwhitt, née le 5 mars 1878 à Nazeing dans l'Essex et morte en 1966 à Oxford, est une aquarelliste britannique.

## Biographie
Ursula Tyrwhitt naît le 5 mars 1878 à Nazeing (Essex).
Elle étudie à la Slade School of Fine Art de Londres de 1893 à 1894, où elle devient une amie de Gwen John. Elle poursuit ses études à l'Académie Colarossi de Paris de 1911 à 1912 et à la British Academy de Rome. Elle devient membre du New English Art Club en 1913 et de l'Oxford Art Society en 1917.
Ursula Tyrwhitt meurt en 1966.